# Алёнкин, Александр Андреевич
Александр Андреевич Алёнкин (1892—1953) — полковник Рабоче-крестьянской Красной Армии, участник Гражданской войны, дважды Краснознамёнец (1922, 1923).

## Биография

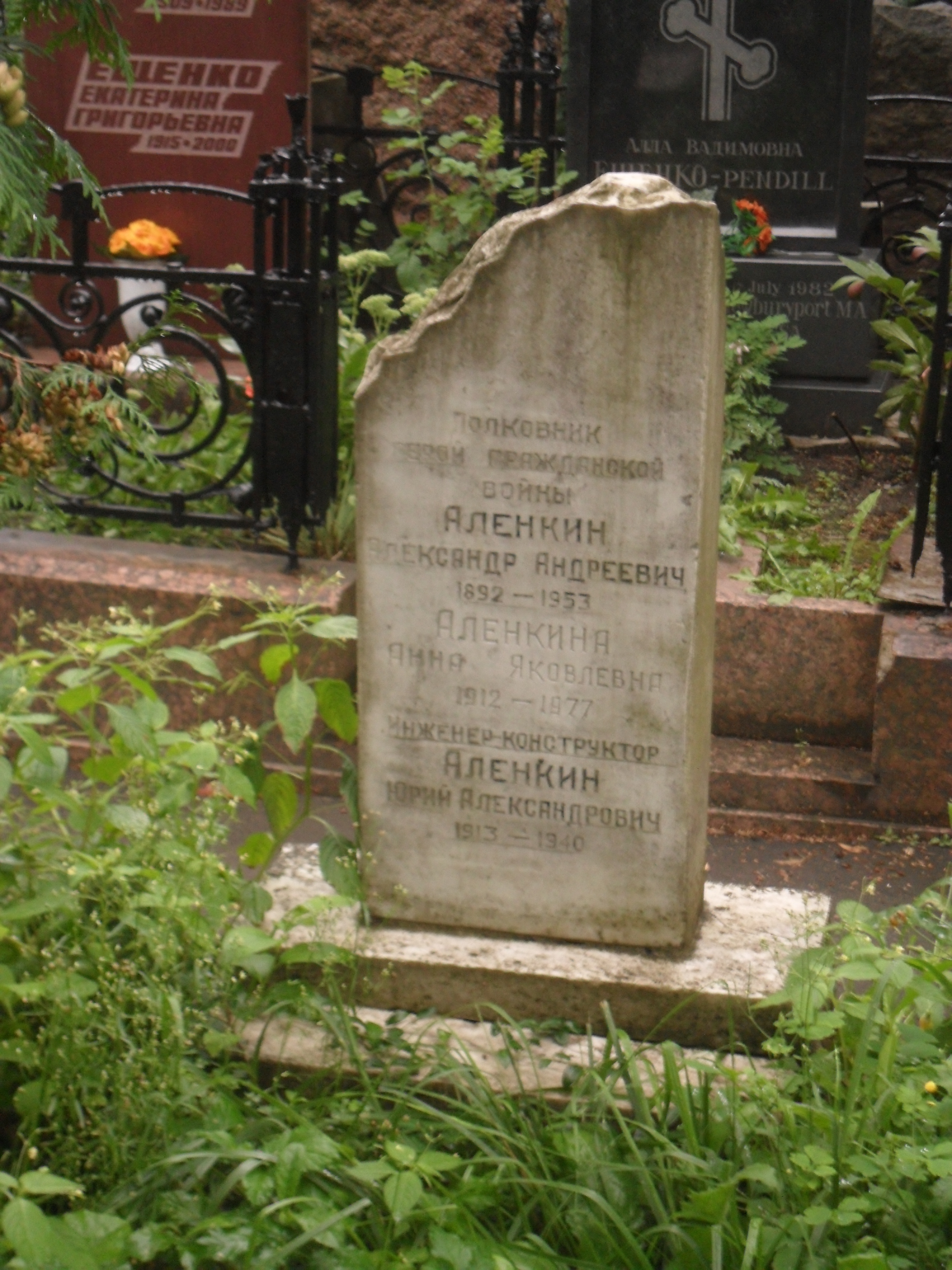
Могила Алёнкина на Новодевичьем кладбище Москвы.

Александр Алёнкин родился в 1892 году. Служил в царской армии, участвовал в боях Первой мировой войны. После Октябрьской Революции пошёл на службу в Рабоче-крестьянскую Красную Армию. Участвовал в боях Гражданской войны на Южном Урале и в Поволжье (Восточный фронт) против войск адмирала Александра Колчака, будучи начальником штаба и командиром 81-й стрелковой бригады 27-й стрелковой дивизии 5-й армии.
Приказом Революционного Военного Совета Республики № 23 в 1922 году комбриг Александр Алёнкин за боевые отличия во время советско-польской войны был награждён первым орденом Красного Знамени РСФСР.
Приказом Революционного Военного Совета Республики № 157 в 1923 году за боевые отличия во время майских боёв 1919 года комбриг Александр Алёнкин вторично был награждён орденом Красного Знамени РСФСР.
После окончания Гражданской войны Алёнкин продолжил службу в Рабоче-крестьянской Красной Армии, был начальником штаба 79-го стрелкового полка 27-й стрелковой дивизии. Во время чистки в штабе Западного фронта в 1923 году он был отстранён от своей должности, по некоторым данным, по причине ареста органами ОГПУ СССР командира 79-го стрелкового полка. Дальнейшие обстоятельства его военной службы неизвестны, за исключением того, что он 25 июля 1945 года состоя в должности начальника тактического цикла учебного отдела курсов Главного Управления всеобуча НКО, имея воинское звание «подполковник», был награждён медалью «За победу над Германией в Великой Отечественной войне 1941—1945 гг.». Уволен в запас в звании полковника. Проживал в Москве. Скончался в 1953 году, похоронен на Новодевичьем кладбище Москвы (участок 1, 14 ряд, 9 место).